# Kladnița, Pernik
Kladnița (în bulgară Кладница) este un sat în comuna Pernik, regiunea Pernik,  Bulgaria. 

## Demografie
Componența etnică a satului Kladnița
     Bulgari (85,69%)
     Nicio identificare (13,97%)
     Altele (0,58%)
La recensământul din 2011, populația satului Kladnița era de 1.202 locuitori. Din punct de vedere etnic, majoritatea locuitorilor (85,69%) erau bulgari. Pentru 13,97% din locuitori nu este cunoscută apartenența etnică.